# HD 215456
HD 215456 é uma estrela na constelação de Grus. Tem uma magnitude aparente visual de 6,62, estando próxima do limite de visibilidade a olho nu. De acordo com dados de paralaxe, do segundo lançamento do catálogo Gaia, está localizada a uma distância de 129 anos-luz (39,7 parsecs) da Terra. Com um tipo espectral de G0.5V, é uma estrela de classe G da sequência principal similar ao Sol, tendo uma temperatura efetiva de 5 800 K. Estima-se que tenha uma massa 2% superior à massa solar e uma idade de aproximadamente 9 bilhões de anos. Sua metalicidade é inferior à solar, com uma proporção de ferro igual a 83% da solar.
Em 2011 foram descobertos dois planetas extrassolares orbitando HD 215456, com períodos de 192 e 2277 dias. Eles são planetas gigantes com massas mínimas de 32 e 78 vezes a massa da Terra, ou 0,10 e 0,25 vezes a massa de Júpiter. Foram detectados pelo método da velocidade radial como parte da busca por planetas do espectrógrafo HARPS.
| Planeta | Massa            | Semieixo maior (UA) | Período orbital (dias) | Excentricidade |
| ------- | ---------------- | ------------------- | ---------------------- | -------------- |
| b       | >32,21 ± 2,92 M⊕ | 0,652 ± 0,011       | 191,99 ± 0,73          | 0,15 ± 0,10    |
| c       | >78,37 ± 8,86 M⊕ | 3,394 ± 0,088       | 2277 ± 67              | 0,19 ± 0,11    |